# Az igazság nevében
Az igazság nevében (eredeti cím: Collateral Damage) 2002-es amerikai akciófilm, amit Andrew Davis rendezett David Griffiths és Ronald Roose forgatókönyvéből. A történet egy los angelesi tűzoltóról szól, aki egy terrortámadásban elveszti a családját, ezért elindul bosszút állni a gyilkosokon. A főszereplők közt megtalálható Arnold Schwarzenegger, Elias Koteas, Francesca Neri, Cliff Curtis, John Leguizamo és John Turturro.
A filmet az Amerikai Egyesült Államokban 2002. február 28-án mutatták be, ahol a negatív kritikák hatására anyagilag megbukott. Magyarországon  2002. március 21-én jelent meg a mozikban.

## Cselekmény
Gordon "Gordy" Brewer rettenthetetlen kemény Los Angeles-i tűzoltó. Egy napon, amikor pár perces késéssel a családjához siet, egy kolumbiai terrorista bombatámadást hajt végre Los Angeles egyik forgalmas közterületén, melynek során Gordon felesége és kisfia is életét veszti. A tűzoltó bosszút esküszik, mindent maga mögött hagyva elindul Kolumbiába, hogy megtalálja szerettei gyilkosát.

## Szereplők
| Színész               | Szerep                         | Magyar hang            |
| --------------------- | ------------------------------ | ---------------------- |
| Arnold Schwarzenegger | Gordy Brewer                   | Gáti Oszkár            |
| Francesca Neri        | Selena Perrini                 | Bognár Gyöngyvér       |
| Elias Koteas          | Peter Brandt                   | Haás Vander Péter      |
| John Leguizamo        | Felix Ramirez                  | Rajkai Zoltán          |
| John Turturro         | Sean Armstrong                 | Epres Attila           |
| Cliff Curtis          | Claudio Perrini                | Rába Roland            |
| Jsu Garcia            | Roman                          |                        |
| Michael Milhoan       | Jack                           | Faragó András          |
| Rick Worthy           | Ronnie                         |                        |
| Raymond Cruz          | Junior                         |                        |
| Lindsay Frost         | Anne Brewer                    |                        |
| Ethan Dampf           | Matt Brewer                    |                        |
| Jorge Zepeda          | Rocha                          |                        |
| Miguel Sandoval       | Joe Phipps                     | Cs. Németh Lajos       |
| Harry J. Lennix       | Dray                           | Sinkovits-Vitay András |
| Madison Mason         | Shrub miniszterhelyettes       | Versényi László        |
| Don Fischer           | Mentő                          |                        |
| Shelley Malil         | Orvos                          |                        |
| Jack Conley           | Törvényszéki szakértő          |                        |
| Todd Allen            | FBI-ügynök                     |                        |
| Rick Garcia           | CNN-műsorvezető                |                        |
| Penny Griego          | Jenni Luz                      | Koffler Gizella        |
| John Verea            | Ephraim Ortiz-Dominguez        | Breyer Zoltán          |
| Greg Collins          | Ügynök                         |                        |
| Bruce Ramsay          | Brandt segédje                 | Juhász György          |
| Michael Cavanaugh     | Paul Devereaux szenátor        | Uri István             |
| Nicholas Pryor        | Delich szenátor                |                        |
| Rodrigo Obregón       | Rodrigo                        |                        |
| Gerardo Albarrán      | Jorge                          |                        |
| J. Kenneth Campbell   | Ed Coonts                      | Barbinek Péter         |
| Millie Slavin         | Barbara Ramsey külügyminiszter | Tóth Judit             |